# Alexander Macombs Congressional Gold Medal

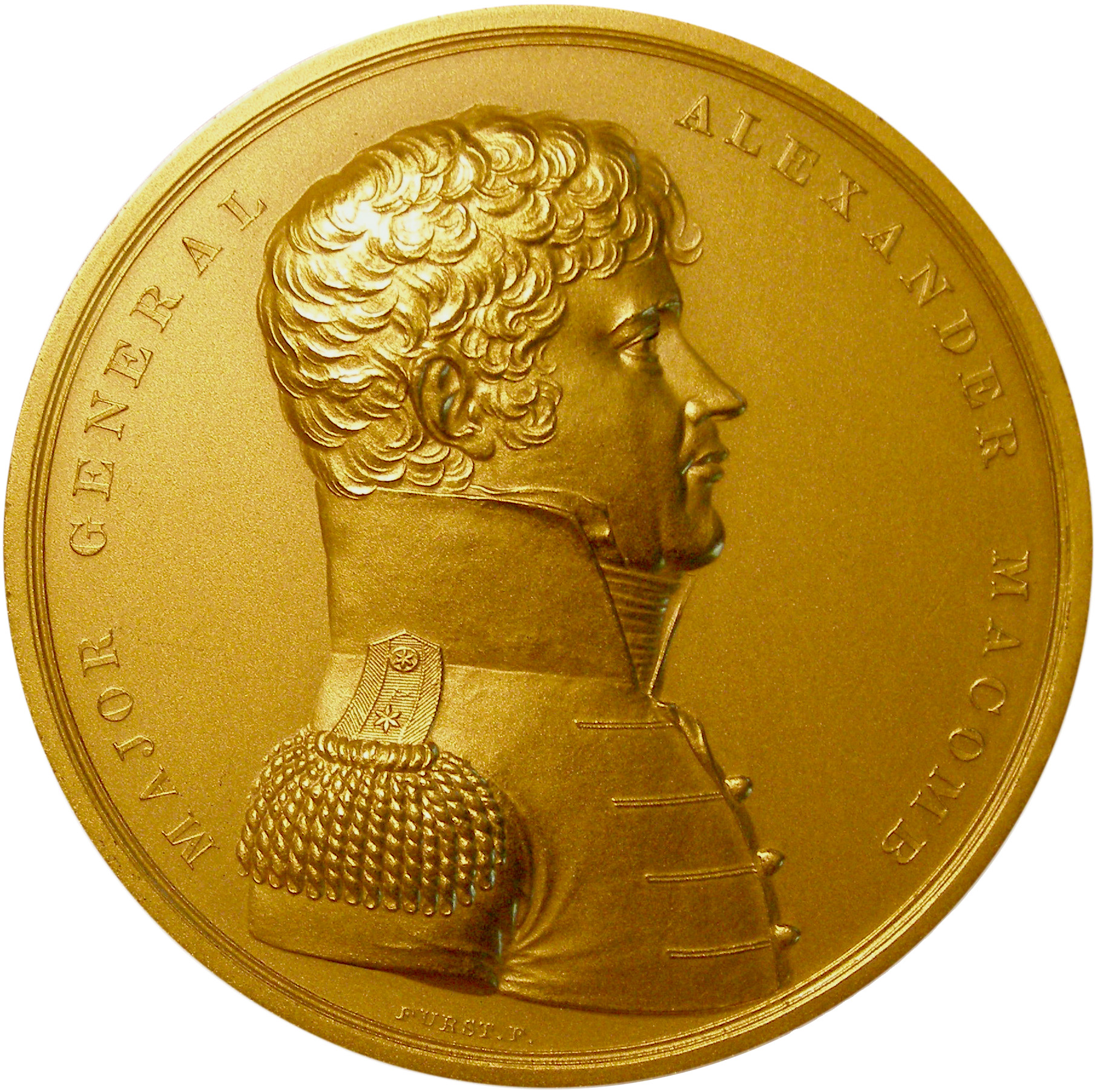
Alexander Macombs Congressional Gold Medal, Avers

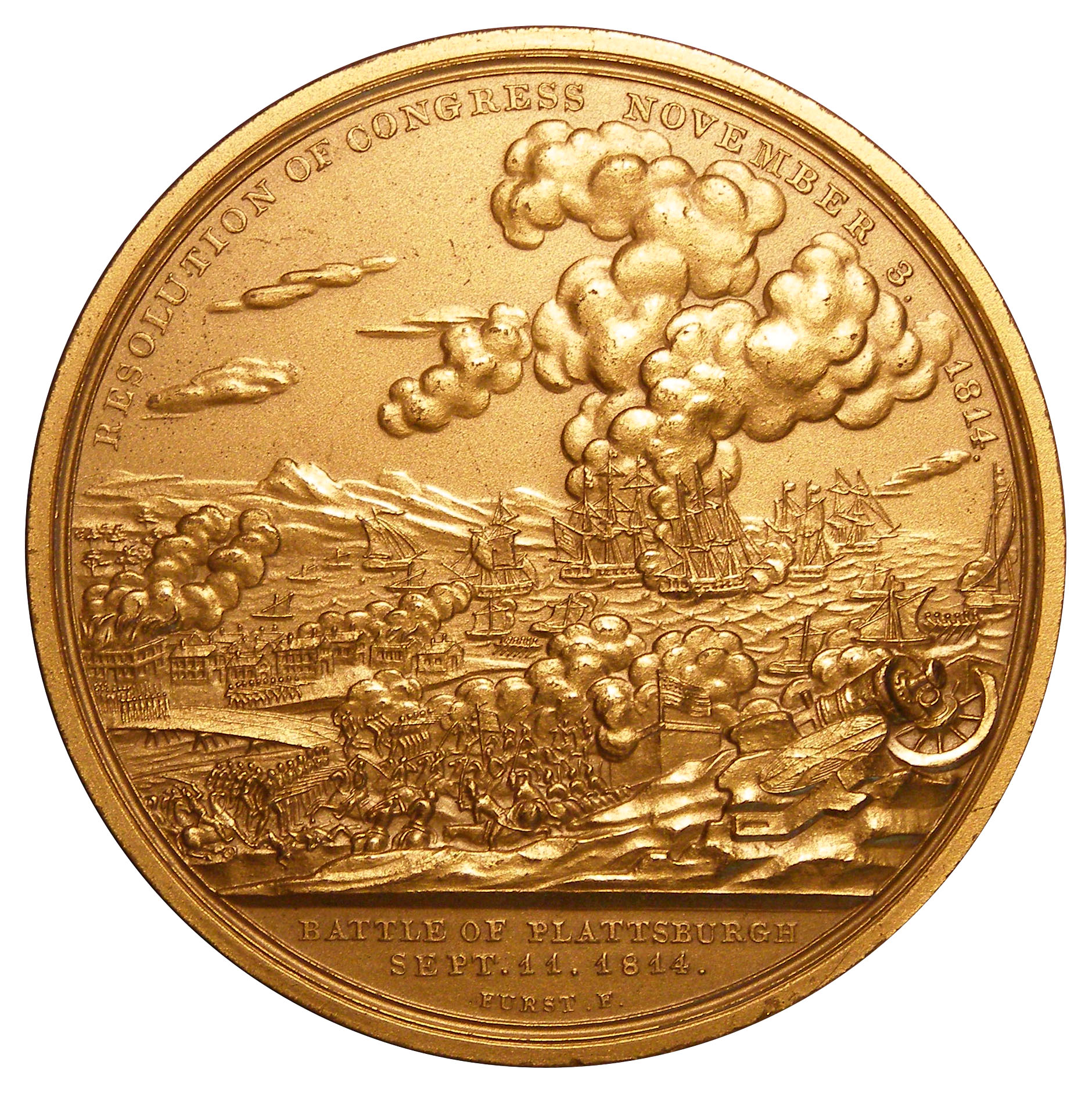
Alexander Macombs Congressional Gold Medal, Revers

Alexander Macombs Congressional Gold Medal ist die dem US-amerikanischen Major General Alexander Macomb am 3. November 1814 vom Kongress der Vereinigten Staaten verliehene Congressional Gold Medal. Die Auszeichnung erfolgte in Anerkennung der Leistungen Macombs und der ihm unterstellten Soldaten, Milizionäre und Freiwilligen während der Schlacht bei Plattsburgh am 11. September 1814.

## Beschreibung
Die kreisrunde Medaille aus Gold hat einen Durchmesser von 64,8 Millimeter und wiegt 248,6 Gramm. Der Avers zeigt das Brustbild des Alexander Macomb im Profil nach rechts. Macomb trägt eine Marineuniform mit zwei Sternen auf der Schulterklappe, die ihn als Major General ausweisen. Als Vorlage diente dem Medailleur Moritz Fürst ein Stich, der 1809 von dem französischen Grafiker Charles Balthazar Julien Févret de Saint-Mémin gefertigt worden war. Die Umschrift in Majuskeln lautet „Major General / Alexander Macomb“ und ist durch den Kopf des Porträtierten geteilt. Am Brustabschnitt befindet sich die Signatur FURST.F. für das lateinische Furst fecit (deutsch: Fürst hat es gemacht).
Das Bild auf dem Revers zeigt die Schlacht bei Plattsburgh. Im Vordergrund bekämpfen amerikanische Truppen, verstärkt durch Milizionäre und Freiwillige, unter der amerikanischen Flagge die britischen Angreifer, die in einer geordneten Schlachtreihe von links kommend den Saranac River überqueren. Am linken Bildrand ist das brennende Plattsburgh mit weiteren anrückenden britischen Soldaten dargestellt. Vorne rechts ist eine Kanone abgebildet, die auf das Schlachtfeld gerichtet ist. Die Bildmitte bis zum rechten Bildrand nimmt die Darstellung des Seegefechts auf dem Lake Champlain mit zahlreichen Schiffen, Ruder- und Segelbooten ein, über dem eine große Rauchwolke aufsteigt. Entfernt im Hintergrund ist die in den Lake Champlain ragende Halbinsel Cumberland Head zu sehen. Die Inschriften sind wie auf dem Avers in Majuskeln ausgeführt. Die Umschrift um das obere Drittel lautet „Resolution of Congress November 3, 1814“; die Jahreszahl ist durch den Ausläufer der Rauchwolke vom Rest abgetrennt. Im Abschnitt unterhalb des Bildes befindet sich die dreizeilige Aufschrift „Battle of Plattsburgh / Sept. 11, 1814. / Furst.F.“.
Zu der Medaille gehört ein hölzerner Ständer zur Präsentation und ein handgeschriebener Brief vom 26. Mai 1815, mit dem der Finanzminister und amtierende Kriegsminister Alexander J. Dallas Macomb von der Verleihung der Congressional Gold Medal in Kenntnis setzte.

## Hintergrund

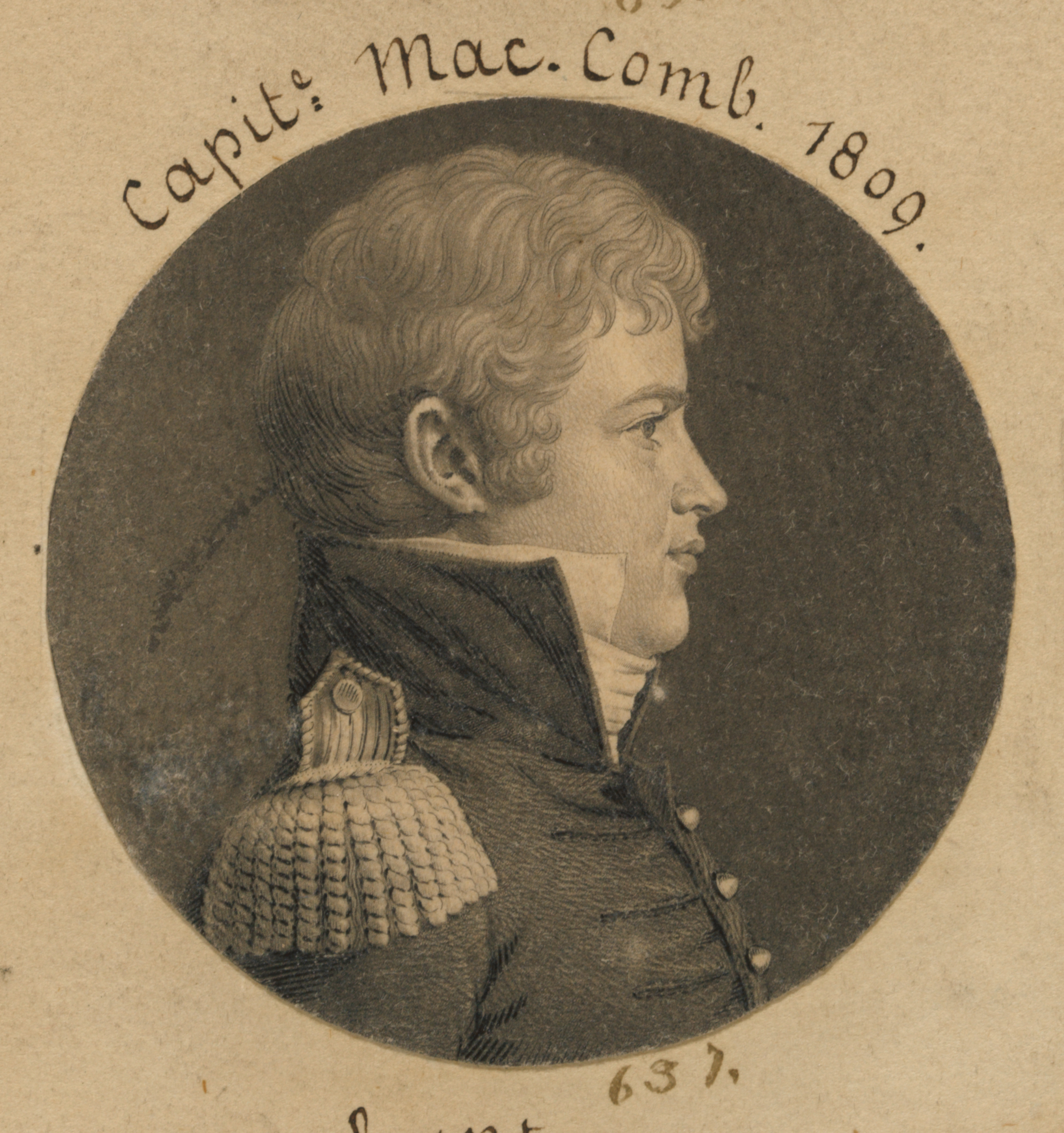
Alexander Macomb, Stich von Charles Balthazar Julien Févret de Saint-Mémin, 1809

Der Zweite Kontinentalkongress begann 1776 damit, verdiente Persönlichkeiten mit individuell gestalteten Goldmedaillen auszuzeichnen. Der erste Empfänger einer Congressional Gold Medal war George Washington, seinerzeit der Oberbefehlshaber der Kontinentalarmee. Bis 1805 wurden nur neun goldene Medaillen vergeben, davon sechs im Zusammenhang mit dem Amerikanischen Unabhängigkeitskrieg. Leistungen im Britisch-Amerikanischen Krieg von 1812 waren 27 mal der Anlass für eine Auszeichnung, wobei fast jeder bedeutende Sieg der amerikanischen Streitkräfte gewürdigt wurde.
Am 11. September 1814 kam es zwischen amerikanischen Truppen, verstärkt durch Milizionäre und Freiwillige aus New York und Vermont, und einer Übermacht britischer Angreifer zur Schlacht bei Plattsburgh. Brigadier General Alexander Macomb hatte kurz zuvor einen Großteil der regulären Soldaten unter seinem Kommando zur Verteidigung von Sackets Harbor abtreten müssen. Seine 1500 Soldaten wurden durch Milizionäre und Freiwillige verstärkt, so dass insgesamt 3400 Mann unter seinem Kommando standen. Durch eine geschickte Vorbereitung, die den Aufbau zahlreicher Sperren auf befestigten Wegen und Sackgassen als Fallen für die britischen Soldaten einschloss, konnten Macombs Truppen 11.000 Briten besiegen.
Der 13. Kongress der Vereinigten Staaten beschloss auf seiner Sitzung am 3. November 1814, den mittlerweile zum Major General beförderten Macomb mit einer Goldmedaille auszuzeichnen. Am selben Sitzungstag wurden auch Captain Johnston Blakeley, Major General Jacob Brown, Major General Winfield Scott, Brigadier General Eleazar W. Ripley, Brigadier General James Miller, Major General Peter B. Porter und Major General Edmund P. Gaines mit Congressional Gold Medals ausgezeichnet. Der Beschluss des Kongresses lautet:

“Resolved, That the thanks of Congress be, and they are hereby presented to Major General Macomb, and, through him, to the officers and men of the regular army under his command, and to the militia and volunteers of New York and Vermont, for their gallantry and good conduct, in defeating the enemy at Plattsburg on the eleventh of September; repelling, with one thousand five hundred men, aided by a body of militia and volunteers from New York and Vermont, a British veteran army, greatly superior in number, and that the President of the United States be requested to cause a gold medal to be struck, emblematic of this triumph, and presented to Major General Macomb.

Approved, November 3, 1814”

„Der Kongress beschließt, Major General Alexander Macomb, und durch ihn den Offizieren und Mannschaften der regulären Armee unter seinem Kommando und den Milizionären und Freiwilligen aus New York und Vermont, seinen Dank für ihre Tapferkeit und ihre gute Führung auszusprechen. Sie haben am 11. September bei Plattsburgh mit 1500 Mann, unterstützt von einer Einheit aus Milizionären und Freiwilligen aus New York und Vermont, eine zahlenmäßig weit überlegene britische Armee zurückgeschlagen. Der Präsident der Vereinigten Staaten wird aufgefordert, eine Goldmedaille auf diesen Triumph prägen zu lassen und sie Major General Macomb zu überreichen.

Angenommen, 3. November 1814“

## Provenienz
Nach dem Tod Alexander Macombs im Jahr 1841 blieb seine Congressional Gold Medal im Familienbesitz. Macombs Enkelin Susan Watts Macomb (1849–1928) heiratete Frederic Sears Grand d’Hauteville, der wie seine Nachkommen im Schloss Hauteville in Saint-Légier am Nordostufer des Genfer Sees lebte. Zu Beginn des 21. Jahrhunderts verkaufte die Familie Grand d’Hauteville das Schloss. Das Mobiliar und das übrige Inventar mit zahlreichen Objekten aus dem Besitz Alexander Macombs, darunter die Congressional Gold Medal, wurde im September 2015 in Genf versteigert. Die Medaille erzielte bei einem Schätzpreis von 20.000 bis 30.000 Schweizer Franken einen Zuschlag von 185.000 Franken. Im Februar 2017 wurde die Medaille von dem Münzauktionshaus Fritz Rudolf Künker erneut versteigert. Der Schätzpreis betrug nun 150.000 Euro, der Zuschlag erfolgte bei 200.000 Euro (zuzüglich Aufgeld).

## Bronzemedaillen
Von 1824 bis 1885 wurden von der United States Mint Bronzemedaillen mit einem Durchmesser von 65 Millimeter geprägt, die genaue Nachbildungen der Congressional Gold Medal Macombs sind. Die Anzahl der geprägten Medaillen ist nicht bekannt.